# Language and Speech
Language and Speech is een internationaal, aan collegiale toetsing onderworpen wetenschappelijk tijdschrift op het gebied van de audiologie en logopedie. De naam wordt in literatuurverwijzingen meestal afgekort tot Lang. Speech. Het wordt uitgegeven door SAGE Publications en verschijnt 4 keer per jaar. Het eerste nummer verscheen in 1958.